# Gymnote (1888)
Pour les articles homonymes, voir Gymnote.
 (septembre 2023).
Si vous disposez d'ouvrages ou d'articles de référence ou si vous connaissez des sites web de qualité traitant du thème abordé ici, merci de compléter l'article en donnant les références utiles à sa vérifiabilité et en les liant à la section « Notes et références ».
Le Gymnote est le premier sous-marin torpilleur à moteur électrique opérationnel français, lancé en 1888. Il partage le titre de premier sous-marin de ce type au monde avec le submarino Peral présenté à l'Armada espagnole en 1885 par l'ingénieur militaire espagnol Isaac Peral y Caballero et mis à flot le 8 septembre 1888.

## Histoire

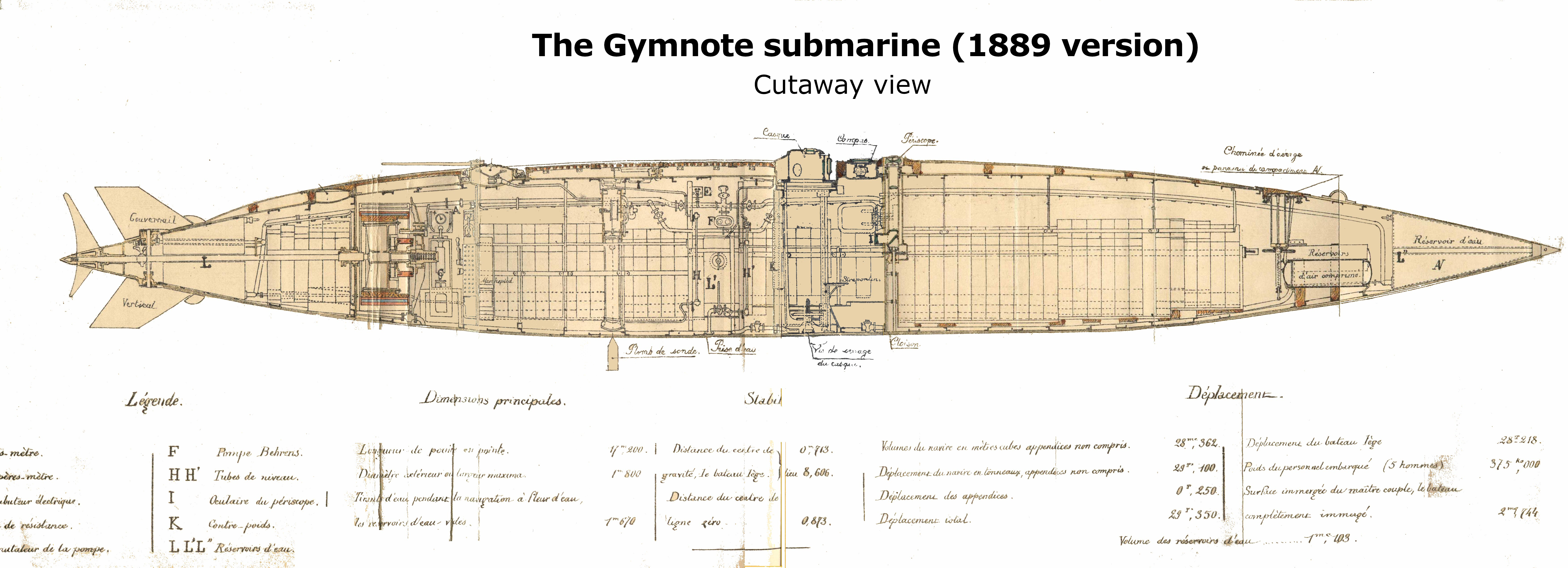
Schéma du Sous-Marin Gymnote (coupe).

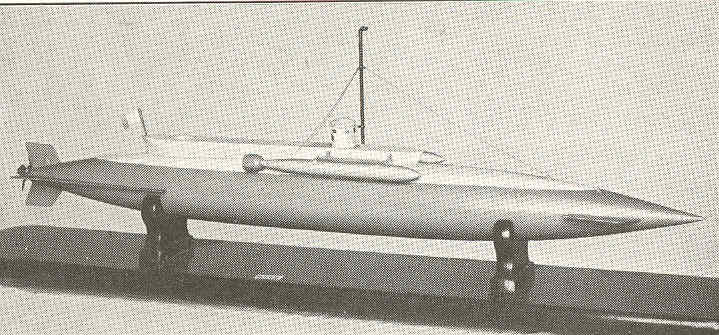
Maquette du Sous-Marin Gymnote, construit en 1888, sur les plans de l’ingénieur Zédé.

Le Gymnote est un sous-marin électrique conçu par les Français Henri Dupuy de Lôme et Gustave Zédé,. Il fut construit au Mourillon sous la direction de l'ingénieur du Génie maritime Gaston Romazzotti (marié à une nièce de G. Zédé).

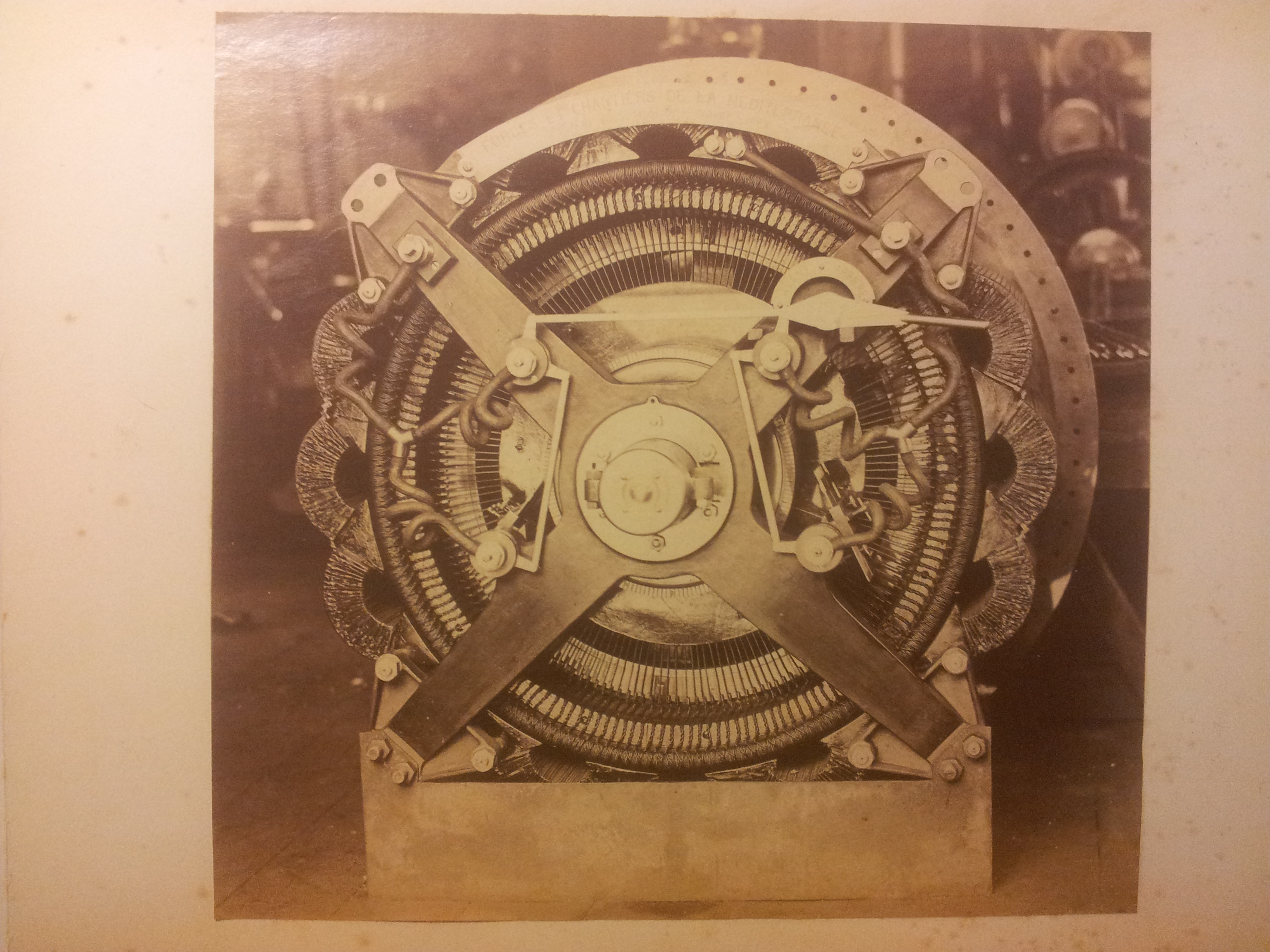
Le moteur électrique conçu par A. C. KREBS pour le sous-marin Gymnote.

Arthur Krebs, célèbre depuis la réussite de son moteur électrique sur le dirigeable de Charles Renard La France en 1884, conçoit toute la partie électrique et mécanique du sous-marin et dirige sa construction depuis le service incendie de la ville de Paris où il est capitaine major-ingénieur. Il dote notamment le Gymnote d'un gyroscope électrique.

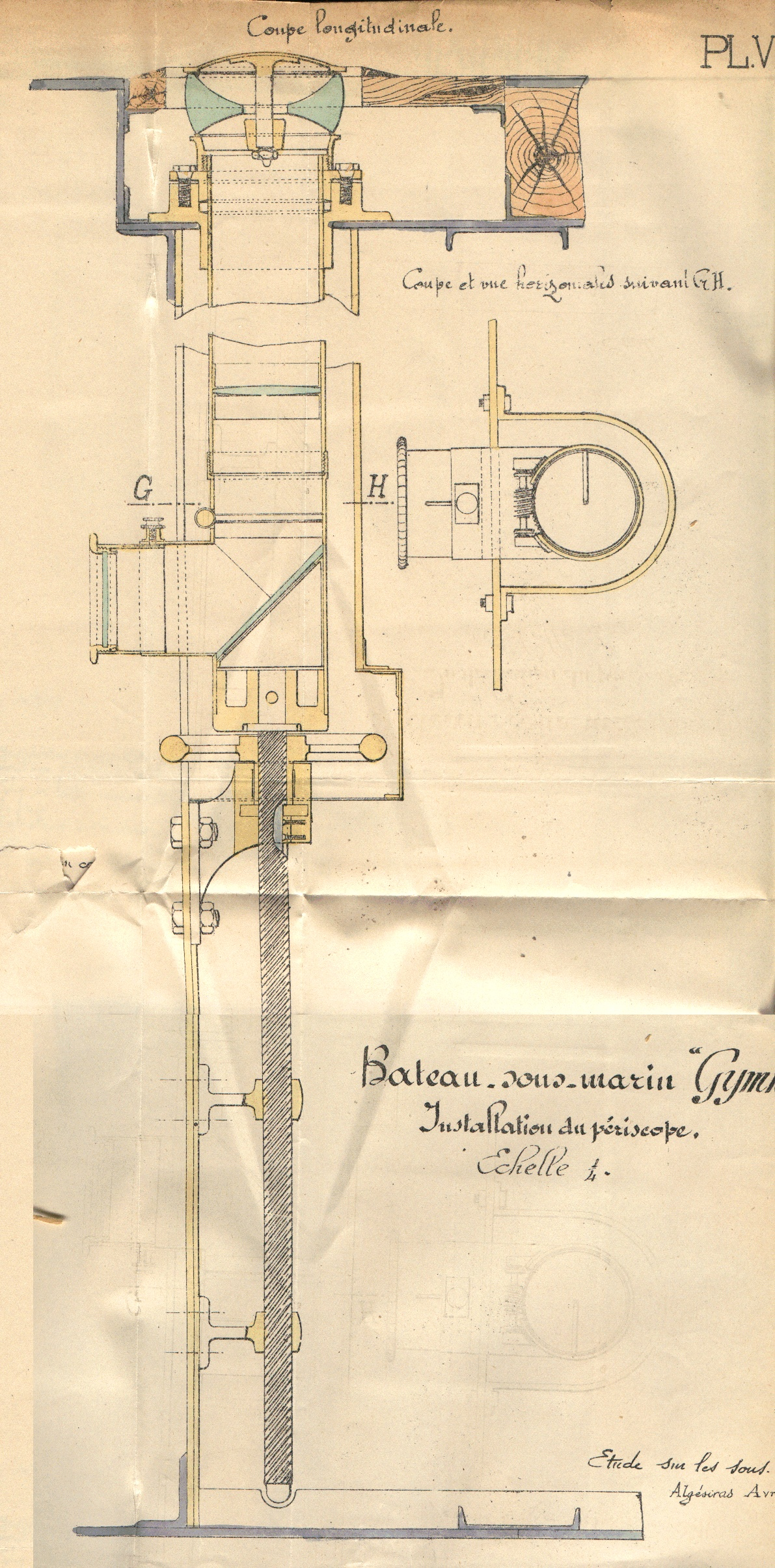
1889 périscope Arthur Krebs & Jean Rey periscope pour le Gymnote

Louis-Hippolyte Violette et René Daveluy conçoivent le premier périscope opérationnel pour sous-marin pour ce bateau.
Le « Gymnote » était une conception expérimentale et était donc sujet à des changements continus tout au long de sa durée de vie. Les travaux de construction échouèrent à Romazotti à la suite du décès des deux concepteurs originaux en 1885 pour Dupuy de Lôme et 1891 pour Zédé.
Le moteur Krebs est remplacé ensuite par un moteur électrique Sautter-Harlé à courant continu, d'une puissance maximum de 90 ch développée à 200 V (moteur électrique calé sur l'arbre de l'hélice) et des accumulateurs électriques. Primitivement 564 accumulateurs d'une capacité de 93 millions de kilogrammètres à liquide alcalin système Commelin et Desmazures, auquel fut substitué en 1894, 200 accumulateurs système Laurent-Coly. Finalement en 1897/1899 on installa 100 accumulateurs de type nouveau de la Société pour le Travail des Métaux.
La quille fut posée le 20 avril 1887 à l'Arsenal du Mourillon à Toulon exploité par la Société des Forges et chantiers, dont la société de Zédé était détentrice. Il fut lancé le 24 septembre 1888 à 10h00 par l'Amiral Abel Bergasse Du Petit Thouars.
Le Gymnote effectua sa première sortie le 17 novembre 1888, avec à son bord Zédé et Romazzoti. Long de 17 m[réf. nécessaire], manœuvré par un équipage de cinq hommes, il était propulsé par une hélice. Un moteur électrique multipolaire de 52 chevaux était alimenté par une batterie Commelin et Desmazures composée de 564 accumulateurs ; il atteignait huit nœuds en surface et quatre en plongée.
La construction du Gymnote fut décidée par l'amiral Théophile Aube, tête de file de la Jeune École, doctrine navale préconisant le recours à une multitude de petites unités — petits navires équipés de torpilles principalement — plutôt qu'à des navires de ligne cuirassés.
Concrétisation des espérances de la Jeune École, le Gymnote réussit en 1890 lors de ses essais le premier forçage d'un blocus, en plongeant sous la quille d'un cuirassé sans être aperçu.
L'officier de marine Louis Jaurès, le frère cadet de Jean Jaurès, participa aux essais de 1888.
En 1899 installation de deux appareils extérieurs à griffes à verrou glissant porte-torpilles, système Terrien, situés à bâbord et à tribord par le travers du casque. Équipé de deux torpilles de 356 mm (modèle 1887) normalement lancées à une distance de 400 mètres à la vitesse de 27 nœuds (appareil de lancement de type Drezwiecki).

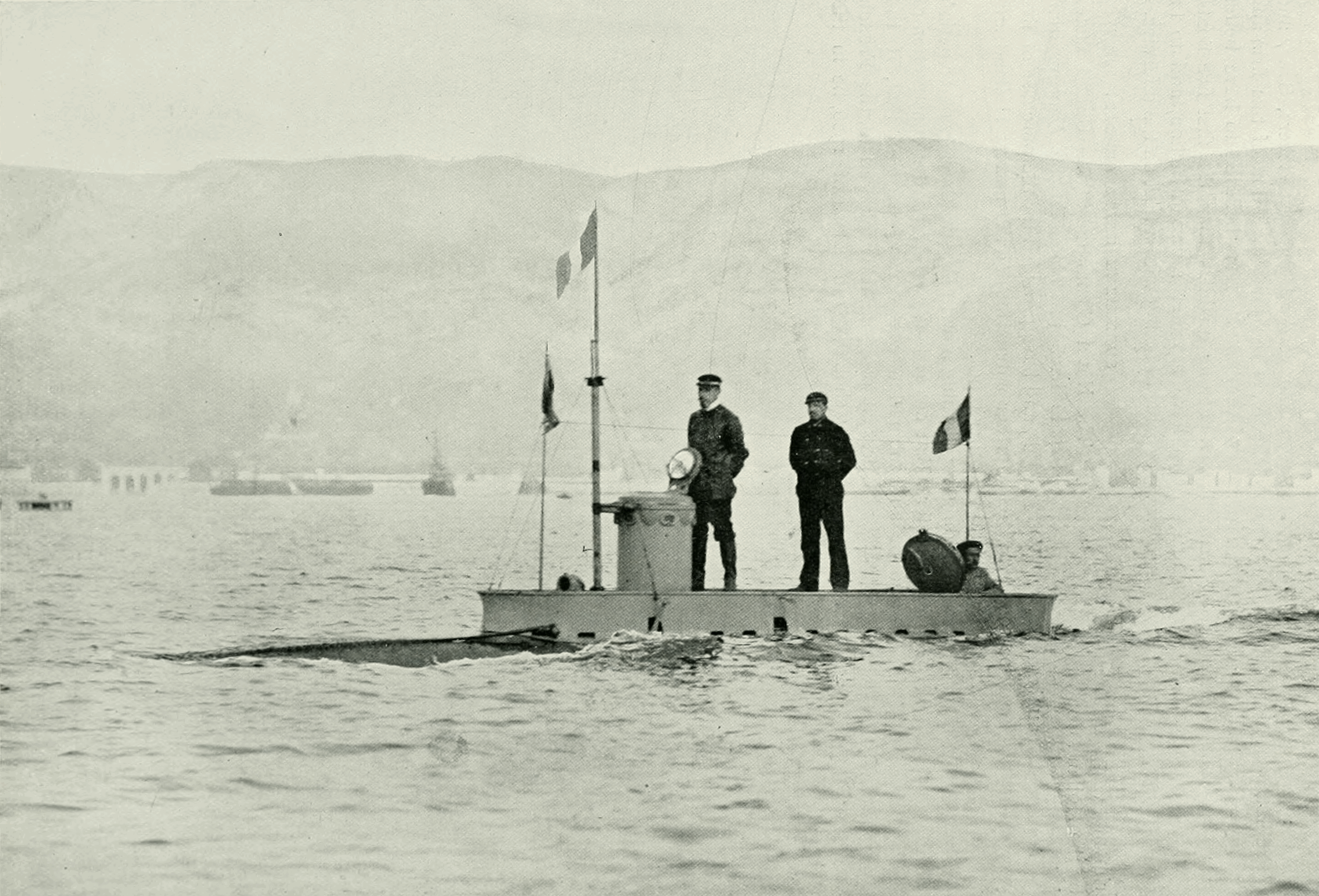
Le Gymnote en 1902.

Les commandants successifs, lieutenants de vaisseau, furent :
- Baudry-Lacantinerie  09/1888 - 12/1889
- Darrieus             08/1890 - 10/1891
- Jaurès               02/1892 - 02/1893
- Provençal            02/1893 - 10/1893
- Cheron               10/1893 - 04/1896
- Delage               04/1896 - 04/1897
- Daveluy              04/1897 - 09/1898
- Terrin               09/1898 - 04/1899
- Méléart              04/1899 - 12/1900
- Voisin               12/1900 - 12/1901
- Colin                12/1901 - 06/1902
- Jolivet              06/1902 - 02/1903
- Morillon             02/1903 - 12/1903
- Roussel              12/1903 - 04/1904
- Locamus              04/1904 - 12/1904
- Decoster             12/1904 - 06/1906
- Charezieux           06/1906 - 09/1907

Le 5 mars 1907, ayant quitté Toulon le matin et naviguant en plongée, il heurta une roche près du cap Cépet : le gouvernail de direction avant et la fausse quille furent tordus. Le 19 juin, les vannes du bassin de radoub de Castigneau où il devait être remis à flot ayant été ouvertes par accident, le Gymnote fut coulé sur place sans accident de personnel. L'eau de mer introduite par les panneaux ouverts causa des avaries irréparables. Les travaux de réfection ne furent pas entrepris, car ils auraient dépassé la valeur du bâtiment à l'époque. Les travaux représentaient la somme de 105 000 francs de 1907.
Le 10 septembre il est condamné. Le 3 octobre il est désarmé. Rayé des listes le 22 mai 1908, le Gymnote fut conservé pour des expériences de sauvetage et de relevage. Il est vendu le 2 août 1911 à Toulon pour démolition à la société de M Benedix.